# Baptria
Baptria es un género es un género de polilla monotípico perteneciente a la familia Geometridae. Fue erigida por Eugenius Johann Christoph Esper en 1825. Su única especie, Bandobena apicalis, fue descrita por primera vez por Jacob Hübner en 1791. Se encuentra distribuida en Europa central y Septentrional. 

## Taxonomía
Cuenta con varias subespecies y varios sinónimos menores:
- Baptria tibiale aterrima (Butler, 1877) (Psychogoes)[2] con distribución en Japón ((en japonés) シロホソオビクロナミシャク, "polilla negra de rayas blancas").[3]
- Baptria tibiale borealis Lankiala, 1937[4] con distribución en Finlandia.[5]
- Baptria tibiale fennica Lankiala, 1937[6] con distribución en Finlandia.[5]
- Baptria tibiale hiroobi Inoue, 1954 con distribución en Japón ((en japonés) シロホソオビクロナミシャク, "polilla negra de rayas blancas").[7]
- Baptria tibiale mychioleuca Prout, 1938 con distribución en Rusia.
- Baptria tibiale tibiale (Esper, 1791)[8]
  - = aethiopata Heinemann, 1859 con distribución en los Alpes.[1]
  - = decisata (Walker, 1862) (Melanippe)[2]
  - = dimidiata (Hübner, 1790) (Ph[alaena] con distribución en Alemania y Austria.[1]
  - = eversmannaria (Herrich-Schäffer, 1852) (Minoa) con distribución en Europa.[1]
  - = moeroraria (Freyer, [1846]) (Psodos) con distribución en Ural.[1]
  - = tibialaria Hübner, [1825][2]
  - = tibialata (Hübner, [1799]) con distribución en Europa.[1]

## Descripción
Es una polilla mediana con una envergadura alar de 22 a 26 milímetros (0,9 a 1 plg). Los márgenes de las alas delanteras son blancos en la punta y en las esquinas traseras de las alas delanteras.
Tan solo se observa una única generación que vuela de junio a julio, dependiendo de la ubicación. Pasa el invierno como oruga, semienterrada al pie de su planta nutricia. Las orugas se alimentan principalmente de especies del género Actaea, incluyendo A. spicata y A. erythrocarpa.

## Distribución
La polilla se encuentra desde los Pirineos del norte de España, a lo largo de partes del centro y norte de Europa (en el sureste de Europa, esporádicamente en las montañas hasta Bulgaria) y en zonas más septentrionales de Asia, hasta Japón. En Alemania, B. tibiale tiene una baja densidad, pero está muy extendida en los Alpes (entre 1200-1400 m de altitud), pero es extremadamente rara en el exterior: actualmente solo se ha descrito en Turingia, en el valle del Werra.
Se distribuye en hábitats húmedos y frescos, en Europa Central generalmente en cordilleras como los Alpes. Se encuentra con mayor frecuencia en claros de bosques, bosques abiertos de montaña, gargantas fluviales y bosques rocosos.

## Conservación
La polilla se encuentra amenazada por el oscurecimiento de los bosques: crecimiento excesivo, forestación densa, abandono de formas tradicionales de gestión como el pastoreo o el monte bajo. El factor crucial es la disminución del hábitat imaginario en contacto directo con el hábitat larvario (como en el caso de Parnassius mnemosyne). El calentamiento global también podría tener un impacto negativo.